# Acalypha monostachya
Acalypha monostachya é uma espécie de flor do gênero Acalypha, pertencente à família Euphorbiaceae.